# 2012 en informatique
2011 en informatique - 2012 - 2013 en informatique
Cet article présente les faits marquants de l'année 2012 en informatique.

## Événements
- 19 janvier : fermeture du site d'hébergement de fichiers Megaupload par le FBI.
- Le prix Gödel est attribué à Elias Koutsoupias, Christos Papadimitriou, Noam Nisan, Amir Ronen, Tim Roughgarden et Éva Tardos.

## Entreprises
Fin mai, CGI dépose une offre de rachat sur la SSII européenne Logica. Après acceptation de cette offre par les actionnaires de Logica, cette prise de contrôle est effective le 20 août.

## Normes
- Ada 2012[1]

## Logiciels
- Mozilla Firefox 10.0 sort le 31 janvier [2]
- Internet Explorer 10 sort en novembre
- VLC 2.0 sort le 18 février[3]
- Apache 2.4 sort le 21 février[4]
- GCC 4.7 sort le 22 mars[5]
- GIMP 2.8 sort le 2 mai
- Spip 3.0 sort le 19 mai[6]
- Samba 4.0.0 sort le 11 décembre[7],[8].

### Système d'exploitation
- Microsoft Windows 8 le 26 octobre
- Mac OS X 10.8 le 25 juillet
- BSD
  - FreeBSD sort en version 9.0 le 12 janvier[9]
  - OpenBSD sort en version 5.1 le 1er mai[10]
  - NetBSD sort en version 6.0 le 17 octobre
  - PCBSD sort en version 9.0 le 13 janvier[11]
  - DragonFly BSD sort en version 3.0 le 22 janvier[12]
- Noyau Linux sort en version :
  - 3.2 le 5 janvier[13]
  - 3.3 le 18 mars[14]
  - 3.4 le 20 mai[15]
  - 3.5 le 21 juillet[16]
  - 3.6 le 30 septembre [17]
  - 3.7 le 11 décembre [18]
- Distribution Linux :
  - Debian version 7.0 attendue
  - Fedora 17 le 29 mai[19]
  - Mageia 2 le 22 mai[20]
  - OpenSUSE 12.2 le 5 septembre
  - Ubuntu 12.04 le 26 avril[21] et 12.10 en octobre[22]
  - Linux Mint 13 fin mai[23]
  - Open webOS 1.0 le 28 septembre
- KDE 4.8 le 25 janvier[24] et 4.9 le 1er août[25]
- GNOME 3.4 le 28 mars[26] et 3.6 le 26 septembre
- RPM 4.10 fin mai[27]

## Matériel
- Processeurs :
  - Des processeurs gravés en 22 nm sont attendus chez Intel début 2012[28],[29],[30] (premiers modèles disponibles fin avril 2012)
  - Des processeurs gravés en 28 nm sont attendus chez AMD
  - Des processeurs Fusion+Bulldozer sont attendus chez AMD (premiers modèles disponibles en juin 2012)
- le prix de la mémoire vive DDR3 est très faible, Elpida au bord de la faillite[31]